# Mallobathra fenwicki
Mallobathra fenwicki is een vlinder uit de familie van de zakjesdragers (Psychidae). De wetenschappelijke naam van de soort is voor het eerst geldig gepubliceerd in 1924 door Philpott.